# Raoul Cédras
Raoul Cédras (Jérémie, 9 de julio de 1949) es un exmilitar haitiano que fue el presidente de facto de Haití de 1991 a 1994. Cedras fue el último gobernante militar de Haití. 

## Vida
Ocupó oficialmente el cargo de líder de la Junta Militar en 1991, después de derrocar al presidente electo democráticamente Jean-Bertrand Aristide, pero Cédras ejerció el poder efectivo hasta 1994, instalando los presidentes títeres de Joseph Nérette, Marc Bazin y Émile Jonassaint. 

### Derrocamiento
Cédras fue finalmente derribado del poder después de la invasión estadounidense que buscaba la restitución de Aristide, propulsada por la administración de Bill Clinton, la llamada "Operación Restaurar la Democracia". Cédras desde entonces se exilió en Panamá. En Panamá se dedicó a la empresa privada, montando una empresa de separación de colores que el mismo dirigía.